# Dionysios den äldre

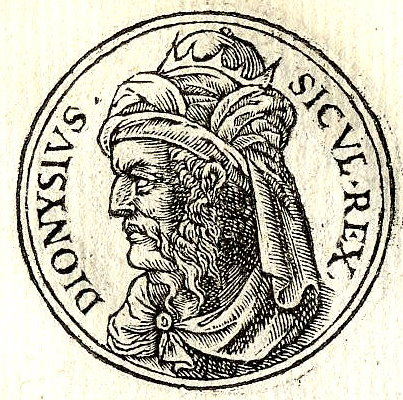
Dionysios d.ä. från 1500-talsverket Promptuarii Iconum Insigniorum.

Dionysios d.ä. eller Dionysios I (latin: Dionysius, grekiska: Διονύσιος), född cirka 430, död 367 f.Kr., var tyrann av Syrakusa, far till Dionysios den yngre
Han var av låg börd, men utmärkte sig som ung i kriget mot kartagerna och fick på grund av detta en fältherrepost. Sedan han genom list och ränker undanträngt sina medfältherrar och genom förhöjning av solden vunnit krigshärens gunst, gjorde han sig 406 f.Kr. till envåldshärskare (tyrannos) över sin hemstad och underlade sig därefter småningom en stor del av de övriga grekiska städerna på Sicilien. För att öka sitt inflytande gifte han sig med en dotter till Hermokrates, en av Syrakusas mest framstående män, och efter hennes död med Dions syster, men tog samtidigt även en annan gemål, Doris från Lokroi. 
Dionysios d.ä. lyckades kväva två upprorsförsök av de missnöjda syrakusanerna och höll sig fast vid enväldet ända till sin död. Hans regering upptogs till stor del av krig mot kartagerna, som innehade ansenliga besittningar på Sicilien. Dessa krig fördes både till lands och till sjöss, med växlande lycka. Av den kartagiske fältherren Himilko var Dionysios år 396 f.Kr. hårt belägrad i själva huvudstaden, Syrakusa, men räddades genom att en pest härjade i det fientliga lägret, vilket tvingade Himilko till återtåg.
Genom sina flottor behärskade Dionysios de angränsande haven och företog flera expeditioner mot södra Italiens kuststäder, bland vilka Rhegion erövrades år 386 f.Kr., efter elva månaders belägring. Även utanför Sicilien och Italien sträckte han sina planer och han gjorde 373 f.Kr. tillsammans med spartanerna ett misslyckat försök att fördriva atenarna från Kerkyra (nuvarande Korfu).
Dionysios d.ä. var en god och handlingskraftig statsman, men led av en sjuklig misstänksamhet som förbittrade hans liv och förledde honom till hemska illdåd. Han försökte sig även på skaldekonsten och blev förtvivlad när hans verser i Olympia mottogs hånfullt. En av hans tragedier fick emellertid pris i Aten, och de utsvävande festligheter som han hängav sig åt efter denna seger sägs ha förkortat hans liv.
Dionysios d.ä. har tillskrivits äran att ha grundlagt staden Adrano.